# Литвинівка (Богодухівський район)
Литви́нівка — село в Україні, у Валківській міській громаді Богодухівського району Харківської області. Населення становить 203 осіб. До 2020 орган місцевого самоврядування — Черемушнянська сільська рада.

## Географія
Село Литвинівка знаходиться за 1 км від місця впадання річки Карамушина в річку Мжа, за 4 км від м. Валки, за 2 км від сіл Піски і Яблунівка. До села примикає великий лісовий масив (дуб). Поруч із селом проходять автомобільні дороги М03 (E40) і Р22.

## Історія
12 червня 2020 року, розпорядженням Кабінету Міністрів України № 725-р «Про визначення адміністративних центрів та затвердження територій територіальних громад Харківської області», увійшло до складу Валківської міської громади.
19 липня 2020 року, в результаті адміністративно-територіальної реформи та ліквідації Валківського району, село увійшло до складу Богодухівського району.

## Населення

### Мова
Розподіл населення за рідною мовою за даними перепису 2001 року:
| Мова       | Кількість | Відсоток |
| ---------- | --------- | -------- |
| українська | 180       | 88.67%   |
| російська  | 22        | 10.84%   |
| білоруська | 1         | 0.49%    |
| Усього     | 203       | 100%     |

## Пам'ятки
Дендропарк «Литвинівка» заснований в 1930-33 рр. під керівництвом акад. М. І. Вавилова. Тут ростуть близько 200 видів дерев-екзотів, в основному північноамериканського та далекосхідного походження.
Навесні 1926 у с. Литвинівка були висаджені перші рослини, почалася розбивка парку. Директором станції призначили М. М. Кулешова, який очолив роботу з акліматизації рослин. У довоєнний період на дендрологічному ділянці налічувалося близько 800 різних видів екзотів.
Під час Німецько-радянської війни багато екзотичні дерева загинули. Несприятливими були і наступні роки, які пройшли під знаком боротьби з генетикою. В 1984 р. його було оголошено пам'ятником садово-паркового мистецтва.
В даний час він займає 10 гектарів і належить дослыдницькому господарству Українського науково-дослідного інституту овочівництва і картопільництва «Мерефа». На порівняно невеликій ділянці росте близько 200 видів рослин. Тут можна зустріти катальпу, бархат амурський, березу Даурську, кущі обліпихи і барбарису, а також рідкісна рослина родини бобових — рокитник золотий дощ.

## Відомі люди
Уродженцями села є:
- Видренко Дмитро Олександрович (1909—1988) — Герой Радянського Союзу.
- Чернуха Петро Михайлович (нар. 1934) — головний агроном колгоспу імені Кірова Красноградського району Харківської області. Депутат Верховної Ради УРСР 9-го скликання.